# Figlio di Gorboniano
Il figlio di Gorboniano (fl. III secolo a.C.) fu, secondo la Historia Regum Britanniae di Goffredo di Monmouth, un leggendario re della Britannia.
Goffredo non riporta il suo nome, ma racconta che fu un re buono e prudente, come suo padre e come lo zio e predecessore Eliduro. A lui successe il cugino Margano, figlio di Archigallo.
Altre fonti assegnano un nome al personaggio. Matteo Paris nella sua Chronica Majora, scrive "Regin Gorboniani filius", ma i suoi curatori ritengono che il nome Regin sia probabilmente uno stravolgimento del termine regno. il Brut y Brenhinedd, una traduzione in gallese della Historia Regum Britanniae, lo chiama Rhys ap Gorbonion, mentre il poema medio inglese Brut di Layamon lo chiama Lador. Altri autori lo identificano infine come Gorboniano II.